# Västra Hälsinglands domsagas valkrets
Västra Hälsinglands domsagas valkrets var vid riksdagsvalen till andra kammaren 1866–1908 en egen valkrets med ett mandat. Valkretsen, som ungefär motsvarade dagens Ljusdals kommun, avskaffades vid införandet av proportionellt valsystem i riksdagsvalet 1911 och uppgick i Hälsinglands norra valkrets.

## Riksdagsmän
- Eric Ersson, lmp (1867–1868)
- John Norén, lmp (1869)
- Hans Larsson (1870–1877)
- Olof Jonsson, lmp 1878–1887, gamla lmp 1888–1894, lmp 1895–1896 (1878–1896)
- Johan Ericsson, folkp 1897–1899, lib s 1900–1911 (1897–1911)

## Valresultat

### 1896
| Andrakammarvalet i Sverige 1896: Västra Hälsinglands domsagas valkrets | Andrakammarvalet i Sverige 1896: Västra Hälsinglands domsagas valkrets | Andrakammarvalet i Sverige 1896: Västra Hälsinglands domsagas valkrets | Andrakammarvalet i Sverige 1896: Västra Hälsinglands domsagas valkrets | Andrakammarvalet i Sverige 1896: Västra Hälsinglands domsagas valkrets |
| Kandidat                                                               | Kandidat                                                               | Röster                                                                 | Röster                                                                 | Röster                                                                 |
| Kandidat                                                               | Kandidat                                                               | Antal                                                                  | %                                                                      | +− %                                                                   |
| ---------------------------------------------------------------------- | ---------------------------------------------------------------------- | ---------------------------------------------------------------------- | ---------------------------------------------------------------------- | ---------------------------------------------------------------------- |
|                                                                        | Johan Ericsson                                                         | 496                                                                    | 51,7                                                                   |                                                                        |
|                                                                        | Olof Jonsson i Hov                                                     | 463                                                                    | 48,2                                                                   |                                                                        |
|                                                                        | Övriga kandidater                                                      | 1                                                                      | 0,1                                                                    | —                                                                      |
| Antal giltiga röster                                                   | Antal giltiga röster                                                   | 960                                                                    |                                                                        |                                                                        |
| Kasserade röster                                                       | Kasserade röster                                                       | 1                                                                      |                                                                        |                                                                        |
| Totalt                                                                 | Totalt                                                                 | 961                                                                    |                                                                        |                                                                        |

Valdeltagandet var 56,9%.

### 1899
| Andrakammarvalet i Sverige 1899: Västra Hälsinglands domsagas valkrets | Andrakammarvalet i Sverige 1899: Västra Hälsinglands domsagas valkrets | Andrakammarvalet i Sverige 1899: Västra Hälsinglands domsagas valkrets | Andrakammarvalet i Sverige 1899: Västra Hälsinglands domsagas valkrets | Andrakammarvalet i Sverige 1899: Västra Hälsinglands domsagas valkrets |
| Kandidat                                                               | Kandidat                                                               | Röster                                                                 | Röster                                                                 | Röster                                                                 |
| Kandidat                                                               | Kandidat                                                               | Antal                                                                  | %                                                                      | +− %                                                                   |
| ---------------------------------------------------------------------- | ---------------------------------------------------------------------- | ---------------------------------------------------------------------- | ---------------------------------------------------------------------- | ---------------------------------------------------------------------- |
|                                                                        | Johan Ericsson                                                         | 567                                                                    | 50,2                                                                   |                                                                        |
|                                                                        | Olof Jonsson i Hov                                                     | 563                                                                    | 49,8                                                                   |                                                                        |
| Antal giltiga röster                                                   | Antal giltiga röster                                                   | 1 130                                                                  |                                                                        |                                                                        |
| Kasserade röster                                                       | Kasserade röster                                                       | 9                                                                      |                                                                        |                                                                        |
| Totalt                                                                 | Totalt                                                                 | 1 139                                                                  |                                                                        |                                                                        |

| Andrakammarvalet i Sverige 1899: Västra Hälsinglands domsagas valkrets | Andrakammarvalet i Sverige 1899: Västra Hälsinglands domsagas valkrets | Andrakammarvalet i Sverige 1899: Västra Hälsinglands domsagas valkrets | Andrakammarvalet i Sverige 1899: Västra Hälsinglands domsagas valkrets | Andrakammarvalet i Sverige 1899: Västra Hälsinglands domsagas valkrets |
| Kandidat                                                               | Kandidat                                                               | Röster                                                                 | Röster                                                                 | Röster                                                                 |
| Kandidat                                                               | Kandidat                                                               | Antal                                                                  | %                                                                      | +− %                                                                   |
| ---------------------------------------------------------------------- | ---------------------------------------------------------------------- | ---------------------------------------------------------------------- | ---------------------------------------------------------------------- | ---------------------------------------------------------------------- |
|                                                                        | Johan Ericsson                                                         | 843                                                                    | 55,5                                                                   |                                                                        |
|                                                                        | Olof Jonsson i Hov                                                     | 674                                                                    | 44,4                                                                   |                                                                        |
|                                                                        | Övriga kandidater                                                      | 1                                                                      | 0,1                                                                    | —                                                                      |
| Antal giltiga röster                                                   | Antal giltiga röster                                                   | 1 518                                                                  |                                                                        |                                                                        |
| Kasserade röster                                                       | Kasserade röster                                                       | 4                                                                      |                                                                        |                                                                        |
| Totalt                                                                 | Totalt                                                                 | 1 522                                                                  |                                                                        |                                                                        |

Valet ägde rum den 20 augusti 1899. Valdeltagandet var 59,5 %. Det valet hävdes dock på grund av det jämna utfallet med omval den 17 december 1899. I det senare valet deltog 79,6% av de röstberättigade.

### 1902
| Andrakammarvalet i Sverige 1902: Västra Hälsinglands domsagas valkrets | Andrakammarvalet i Sverige 1902: Västra Hälsinglands domsagas valkrets | Andrakammarvalet i Sverige 1902: Västra Hälsinglands domsagas valkrets | Andrakammarvalet i Sverige 1902: Västra Hälsinglands domsagas valkrets | Andrakammarvalet i Sverige 1902: Västra Hälsinglands domsagas valkrets |
| Kandidat                                                               | Kandidat                                                               | Röster                                                                 | Röster                                                                 | Röster                                                                 |
| Kandidat                                                               | Kandidat                                                               | Antal                                                                  | %                                                                      | +− %                                                                   |
| ---------------------------------------------------------------------- | ---------------------------------------------------------------------- | ---------------------------------------------------------------------- | ---------------------------------------------------------------------- | ---------------------------------------------------------------------- |
|                                                                        | Johan Ericsson                                                         | 870                                                                    | 67,8                                                                   |                                                                        |
|                                                                        | Olof Jonsson i Hov                                                     | 411                                                                    | 32,0                                                                   |                                                                        |
|                                                                        | Övriga kandidater                                                      | 3                                                                      | 0,2                                                                    | —                                                                      |
| Antal giltiga röster                                                   | Antal giltiga röster                                                   | 1 284                                                                  |                                                                        |                                                                        |
| Kasserade röster                                                       | Kasserade röster                                                       | 2                                                                      |                                                                        |                                                                        |
| Totalt                                                                 | Totalt                                                                 | 1 286                                                                  |                                                                        |                                                                        |

Valet ägde rum den 14 september 1902. Valdeltagandet var 63,1%.

### 1905
| Andrakammarvalet i Sverige 1905: Västra Hälsinglands domsagas valkrets | Andrakammarvalet i Sverige 1905: Västra Hälsinglands domsagas valkrets | Andrakammarvalet i Sverige 1905: Västra Hälsinglands domsagas valkrets | Andrakammarvalet i Sverige 1905: Västra Hälsinglands domsagas valkrets | Andrakammarvalet i Sverige 1905: Västra Hälsinglands domsagas valkrets |
| Kandidat                                                               | Kandidat                                                               | Röster                                                                 | Röster                                                                 | Röster                                                                 |
| Kandidat                                                               | Kandidat                                                               | Antal                                                                  | %                                                                      | +− %                                                                   |
| ---------------------------------------------------------------------- | ---------------------------------------------------------------------- | ---------------------------------------------------------------------- | ---------------------------------------------------------------------- | ---------------------------------------------------------------------- |
|                                                                        | Johan Ericsson                                                         | 816                                                                    | 67,0                                                                   | ▼0,8                                                                   |
|                                                                        | J. Erikson i Hof                                                       | 398                                                                    | 32,7                                                                   |                                                                        |
|                                                                        | Övriga kandidater                                                      | 4                                                                      | 0,3                                                                    | —                                                                      |
| Antal giltiga röster                                                   | Antal giltiga röster                                                   | 1 218                                                                  |                                                                        |                                                                        |
| Kasserade röster                                                       | Kasserade röster                                                       | 7                                                                      |                                                                        |                                                                        |
| Totalt                                                                 | Totalt                                                                 | 1 225                                                                  |                                                                        |                                                                        |

Valet ägde rum den 10 september 1905. Valdeltagandet var 56,2%.

### 1908
| Andrakammarvalet i Sverige 1908: Västra Hälsinglands domsagas valkrets | Andrakammarvalet i Sverige 1908: Västra Hälsinglands domsagas valkrets | Andrakammarvalet i Sverige 1908: Västra Hälsinglands domsagas valkrets | Andrakammarvalet i Sverige 1908: Västra Hälsinglands domsagas valkrets | Andrakammarvalet i Sverige 1908: Västra Hälsinglands domsagas valkrets |
| Kandidat                                                               | Kandidat                                                               | Röster                                                                 | Röster                                                                 | Röster                                                                 |
| Kandidat                                                               | Kandidat                                                               | Antal                                                                  | %                                                                      | +− %                                                                   |
| ---------------------------------------------------------------------- | ---------------------------------------------------------------------- | ---------------------------------------------------------------------- | ---------------------------------------------------------------------- | ---------------------------------------------------------------------- |
|                                                                        | Johan Ericsson                                                         | 884                                                                    | 75,2                                                                   | ▲8,2                                                                   |
|                                                                        | Lorentz Hallgren (höger)                                               | 278                                                                    | 23,6                                                                   |                                                                        |
|                                                                        | Övriga kandidater                                                      | 14                                                                     | 1,2                                                                    | —                                                                      |
| Antal giltiga röster                                                   | Antal giltiga röster                                                   | 1 176                                                                  |                                                                        |                                                                        |
| Kasserade röster                                                       | Kasserade röster                                                       | 2                                                                      |                                                                        |                                                                        |
| Totalt                                                                 | Totalt                                                                 | 1 178                                                                  |                                                                        |                                                                        |

Valet ägde rum den 6 september 1908. Valdeltagandet var 49,8%.